# Chan Rithy
Chan Rithy (11 novembre 1983) è un calciatore cambogiano, di ruolo centrocampista.

## Palmarès

### Club

#### Competizioni nazionali
- Campionato cambogiano: 2

Phnom Penh Crown: 2008, 2010